# Fujiwara no Tsunezane
Fujiwara no Tsunezane (藤原経実, [1068 -1131] Erro: {{japonês}}: texto da transliteração contém caractere não latino (pos 10) (ajuda), também conhecido como Ōinomikado Tsunezane) foi um nobre do período Heian da história do Japão.

## Vida
Tsunemune foi o terceiro filho de Fujiwara no Morozane do Ramo Hokke. Avô materno do Imperador Nijo e fundador do Ramo Ōinomikado sua mãe era filha do Udaijin Fujiwara no Motosada.
Em 1075 entrou na corte como Chamberlain durante o reinado do Imperador Shirakawa. Em 1084 passa a servir como  Kuroudo Gashira (Chefe da Secretaria Imperial). Em 1091 se torna Sangi. Em 1100 se tornou Chūnagon. E em 1115 foi promovido a Dainagon.
Em 1129 passa a trabalhar na Azechi (Supervisão da Administração Local) até sua morte em 1131.